# یواس‌اس ماساچوست (۱۸۴۵)
یواس‌اس ماساچوست (۱۸۴۵) (به انگلیسی: USS Massachusetts (1845)) یک کشتی بود که طول آن ۱۷۸ فوت (۵۴ متر) بود. این کشتی در سال ۱۸۴۵ ساخته شد.